# Testamento di Heiligenstadt

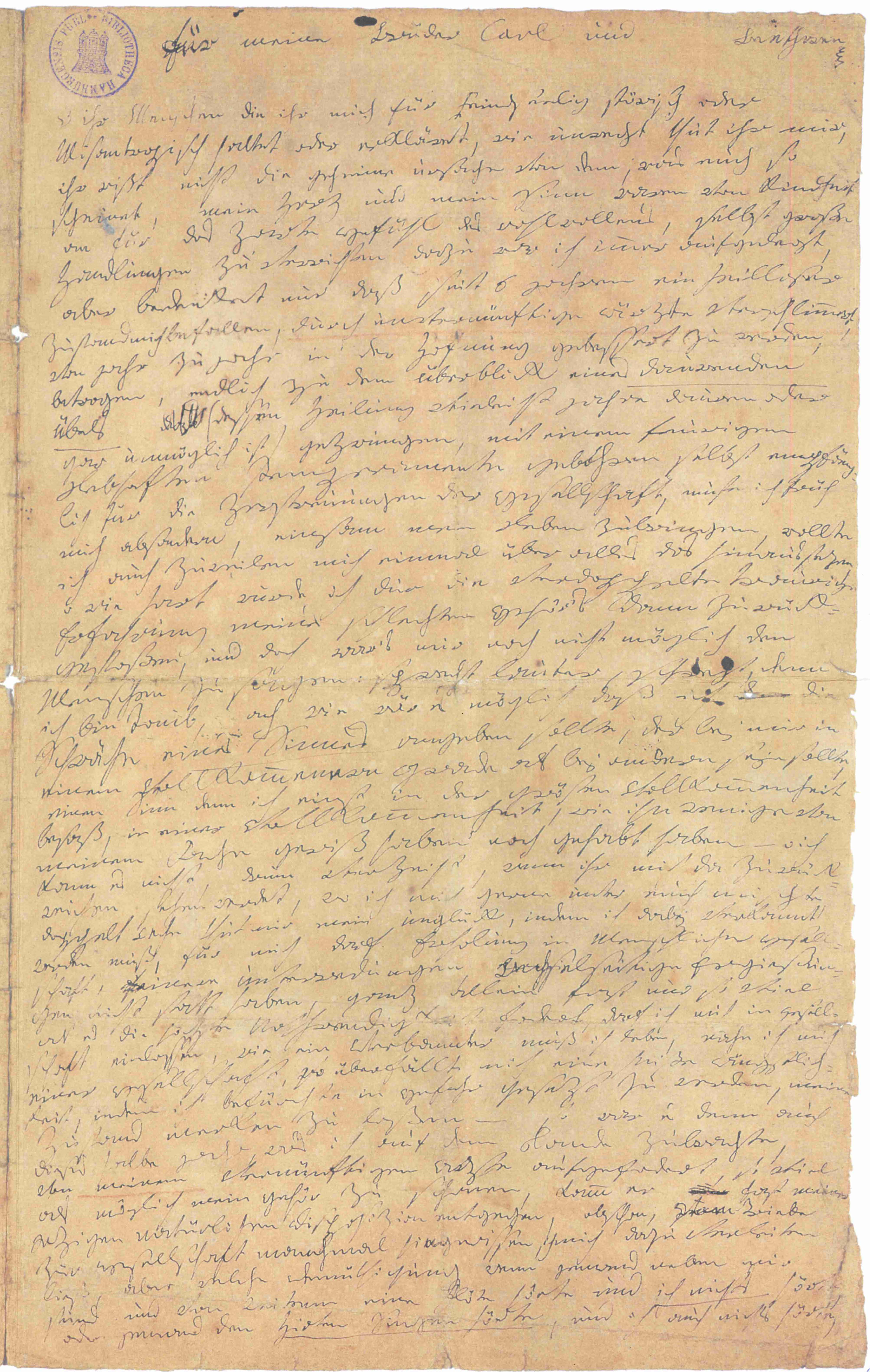
Beethoven, testamento di Heiligenstadt

Il testamento di Heiligenstadt è una lettera manoscritta del musicista tedesco Ludwig van Beethoven indirizzata ai suoi fratelli Kaspar Karl e Nikolaus Johann, scritta il 6 ottobre 1802 a Heiligenstadt, un sobborgo di Vienna (ai giorni nostri quartiere della capitale austriaca) dove il compositore aveva allora una residenza. Si tratta di un documento storico, una testimonianza della vita di Beethoven, nel quale il musicista esprimeva la sua disperazione davanti alla crescente sordità e la necessità che ne derivava di isolarsi a poco a poco dagli uomini. Beethoven riuscì a superare la crisi, risoluto ad affrontare il suo destino piuttosto che abbattersi: è l'inizio del suo periodo definito « Eroico » che doveva durare fino al 1808 e alla Quinta Sinfonia.
Scritta durante un periodo di sua profonda crisi morale, mentre il compositore completava la sua Seconda Sinfonia, questa lettera non fu mai spedita e venne ritrovata da Anton Felix Schindler e Stephan von Breuning in un cassetto segreto della credenza di Beethoven qualche giorno dopo la sua morte nel marzo 1827, insieme a un'altra celebre missiva, la Lettera all'amata immortale e a un piccolo dipinto di volto femminile, mai identificato con certezza.
Una curiosità del documento è che, mentre il nome di Karl – Kaspar Karl – compare al posto giusto, ci sono spazi bianchi là dove doveva comparire il nome di Johann. Sono stati avanzati diversi tentativi di spiegazione di questa anomalia, quali l'incertezza di Beethoven sull'opportunità o meno di usare il nome completo di Johann (Nikolaus Johann) in questo che era un documento quasi legale, i suoi sentimenti contraddittori nei confronti dei fratelli, e un transfer del vecchio rancore che aveva provato nei confronti del padre alcolizzato, che spesso li aveva trattati con durezza (nel 1802 erano giusto passati dieci anni dalla sua morte), anche lui di nome Johann.